# Blasket Islands
Blasket Islands eller Blasketøerne eller Na Blascaoidí (irsk) er en lille i dag ubeboet øgruppe i Atlanterhavet ved Irlands sydlige vestkyst. Øgruppen ligger udenfor Dinglehalvøen i County Kerry.
Af disse øer var de fem største beboet, og de ca. 7 mindre ubeboet. Den største af øerne er Great Blasket Island (irsk: An Blascaod Mór.
Indtil 1953 var øerne beboet af en irsktalende befolkning, og var et Gaeltacht område. 1840 var befolkningstallet omkring 150, men efter Hungersnøden i Irland 1845-1849 var der kun 100 indbyggere tilbage. 1916 var der 176 indbyggere. Livsbetingelserne på øerne blev af den irske stat længe betragtet som ikke menneskeværdig. Familierne havde en ko, et par får, og et et lille areal med kartofler. De skar tørv og fangede fisk fra havet med deres Currach, en robåd bygget af tynde trælægter dækket af tjæret sejldug.
Der var ingen præst, pub, eller læge, og tilbagegangen i fiskeriet og de unges udvandring, førte til at de sidste 22 indbyggere fra Great Blasket Island 1953 blev evakueret. De andre øer var allerede tidligere blevet forladt. En stor del af den oprindelige befolkning emigrerede til USA, og bosatte sig i Springfield i Massachusetts. Andre bosatte sig på Dinglehalvøen.
Omfattende antropologiske og lingvististiske studier blev gjort af øboerne i slutningen af 1800-tallet og begyndelsen af 1900-tallet.
Great Blasket Island (An Blascaod Mór) er den største af Blasketøerne. Den ligger ca. 3 kilometer fra fastlandet, og strækker sig seks kilometer i sydvestlig retning. Det højeste punkt på An Blascaod Mór er Croaghmore, 292 meter over havet. Øens eneste landsby ligger på siden mod fastlandet. Lidt uden for landsbyen ligger The Childrens' Graveyard, som var det sidste hvilested for de børn, der døde i en tidlig alder. Øens marker, der blev gødet med tang, afgræsses nu af får. Der har ikke været fastboende på øen siden 1953. Havnen fra 1910 benyttes i dag af turistbådene. Bortset fra et par vedligeholdte huse til brug for sommergæster, ligger alle husene i ruiner.
Beginish er en mindre ø som ligger mellem Great Blasket Island og fastlandet. Den er ikke mere end 14 meter høj. Øen har en stor koloni af havterner, og er en vigtig yngleplads for gråsæl.
Inis Tuaisceart (Inishtooskert) er den nordligste af Blasketøerne. Den kaldes også An Fear Marbh, «den døde mand», siden den set fra Beiginis kan se ud som en mand der ligger på ryggen med hænderne langs siden. Øen har en koloni af ca. 20 000 lille stormsvaler, som er en af verdens største lille stormsvalekolonier (den største regnes for at være Nólsoy på Færøerne). Der er også ruiner af gamle stenbygninger på øen. Øen er 172 meter høj.
An Tiaracht (Tearaght Island) er den vestligste af Blasketøerne, og dermed også det vestligste punkt i Republikken Irland. Den ligger på 10 grader og 40 minutter vestlig længde. Øen er omtrent en kilometer lang (øst-vest) og 500 meter bred (nord-syd). Den større østlige del er 200 meter høj, mens toppen af den mindre del i vest er 116 meter høj. De to dele er forenet gennem en smal klipperyg med en naturlig tunnel tværs gennem. Som de andre øer har også An Tiaracht et rigt fugleliv, med blandt andet almindelig skråpe og lille stormsvale. Der er også forskellige alkefugle, blandt andet lunde.
Af andre øer kan nævnes Inis na Bró (Inishnabro) og Inis Mhic Uileáin (Inishvickillane)
Fra april til oktober er der fra havnen ved Dunquin, 15 km vest for Dingle færgeforbindelse til Great Blasket Islands.

## Historiefortællerne
Lidt udenfor Dunquin ligger Blasket Heritage Centre, som fortæller øernes historie og Blaskets historiefortællernes beretninger om deres hårde liv. Great Blasket Island var hjem for de tre historiefortællere Peig Sayers, Maurice O'Sullin og Thomas O'Crohan. Deres hjem er nu ruiner, men det hus, hvor Peig Sayers engang levede er blevet genopbygget, og bruges nu til sommerbeboelse.
Peig Sayers (1873–1958) erindringer "Peig" udkom i 1936, hvor forfatterinden havde nået en alder af 63. Livet på Great Blasket Island var ved at blive hårdere. De fleste af de yngre i fællesskabet emigrerede eller flyttet til fastlandet. Efter hendes ægteskab med Pádraig Ó Gaoithín flyttede hun til Great Blasket Island. I de 40 år, hun boede der, fødte hun ti børn, hvoraf seks overlevede barndommen. Efter sin mands død, boede hun sammen med sin blinde bror. Sayers historier af og om indbyggerne i Blasket var dikteret til hendes søn Micheál. Hun skildrer årene med den traditionelle, irsk-talende livsform præget af fattigdom, religiøsitet og folkemusik.
Muiris Ó Súilleabháin (1904–1950) blev berømt for sine erindringer "Twenty Years a'Growing", om at vokse op på Great Blasket Island, som var et af de sidste områder i Irland, hvor det gamle irske sprog og kultur havde fortsat uændret. Bogen blev udgivet på irsk og engelsk i 1933. Blasketøerne havde stor interesse for dem, der søgte de traditionelle irske fortællinger. Ó Súilleabháin blev overtalt til at skrive sine erindringer af George Derwent Thomson, en lingvist og professor i græsk, som var kommet til øen for at høre og lære det irske sprog. Thomson redigerede erindringerne, og sørgede for oversættelsen til engelsk.
Tomás Ó Crohan(1856-1937) boede hele sit liv på Great Blasket Island. Han skrev to bøger, Allagar na h-Inise (Island Cross-Talk) skrevet i perioden 1918-23 og udgivet i 1928, og en t-Oileánach (The Islandman), der blev afsluttet i 1923 og offentliggjort i 1929. Begge er blevet oversat til engelsk. Han begyndte at nedskrive sine oplevelser i dagbog-breve i årene efter 1. verdenskrig. Han giftede sig med Máire Ní Chatháin i 1878. Hun fødte ti børn, men mange døde, inden de nåede voksenalderen: En dreng faldt ned fra en klippe, andre døde af mæslinger og kighoste, sønnen Domhnall druknede under forsøget på at redde en kvinde fra havet. Máire døde i en ung alder. Tomás Ó Criomhtháin døde i 1937 i en alder af 83 år og ligger begravet på kirkegården ved Dunquin. På hans gravsten står et citat fra hans bog "The Islandman": "Der vil ikke være dem, der er som os igen".
Andre øboer fulgte deres eksempel: Tomás Ó Criomhthains søn Seán Ó Criomhtháin skrev "A Day in Our Life" (Lá dar Saol), hans kone Eibhlís skrev "Letters from the Great Blasket", mens Péigs søn Micheál Ó Guithín, var forfatter til "A Pity Youth Does Not Lasten".
- Tomás Ó Criomhthain
- Ruinen af Muiris Ó Súilleabháins hjem på Great Blasket Island
- Peig sayers gravsten
- Huse på Great Blasket Island
- Inishnabro
- Irlands vestligste ø An Tiaracht
- Curracher i Dunquin, som var øboerne nærmeste havn på fastlandet
- Currach i Blasket Heritage Centre, Dunquin
- Currach i Blasket Heritage Centre